# Alfonso Salmerón

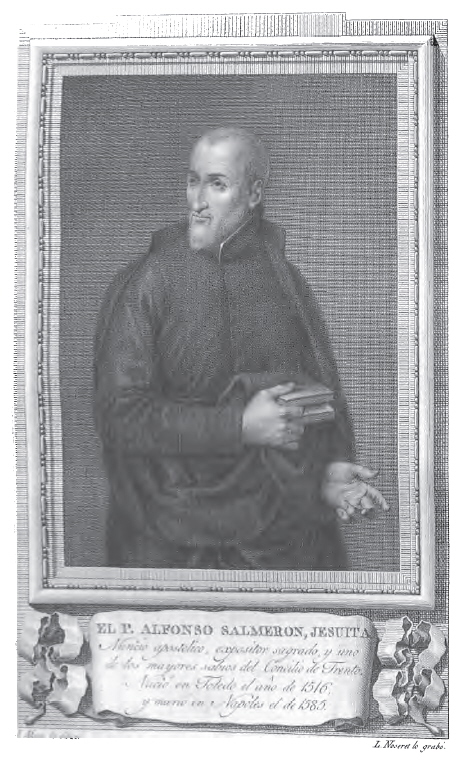
Alfonso Nicolás Salmerón

Alfonso Nicolás Salmerón, talvolta italianizzato in Salmerone (Toledo, 8 settembre 1515 – Napoli, 13 febbraio 1585), è stato un gesuita spagnolo.

## Biografia
Nacque a Toledo l'8 settembre 1515, probabilmente da una famiglia di umili condizioni. Iniziò a studiare letteratura e filosofia ad Alcalá de Henares e poi filosofia e teologia alla Sorbona di Parigi, dove si trasferì a diciassette anni completare i suoi studi. Qui conobbe Diego Laínez e poi Ignazio di Loyola, di cui fu uno tra i primi compagni il 15 agosto 1534. Si trasferì con i compagni a Venezia, dove venne ordinato sacerdote nel 1537. Nel 1539 la Compagnia di Gesù venne approvata da papa Paolo III: con le sue prediche divenne uno dei più validi esponenti della restaurazione cattolica. Il 22 aprile 1541, pronunciò i suoi voti solenni nella Basilica di San Paolo fuori le Mura come un professo della neo costituita Compagnia di Gesù.
Nell'autunno del 1541 papa Paolo III lo inviò, con Paschase Broèt, in Irlanda come nunzio. In seguito, il 23 febbraio 1542, giunsero in Scozia  e trentaquattro giorni dopo salpano per Dieppe, continuando poi per Parigi. 
Prese parte, con Laínez, come teologo pontificio alla prima fase del Concilio di Trento (1546-1547). Spese gli anni 1548-1549 nella predicazione a Bologna, Venezia, Padova, Verona e Belluno (in quest'ultima città inviato dal vescovo Giulio Contarini). Il 4 ottobre 1549, insieme a Pietro Canisio e Claude Le Jay, insegnò teologia a Ingolstadt su invito di Guglielmo IV di Baviera; tuttavia il 20 settembre 1550, dopo morte del duca Guglielmo Salmerón fece ritorno a Verona su iniziativa dello stesso vescovo.
Nel 1551 è a Roma per aiutare Ignazio di Loyola a redigere le Costituzioni della Compagnia. Nello stesso anno sarà a Napoli per inaugurare il primo collegio gesuitico, e poi di nuovo al Concilio di Trento come teologo di papa Giulio III. Nuovamente a Napoli nell'ottobre del 1552 in seguito alla sospensione delle sessioni del Concilio, sarà inviato da papa Paolo IV alla Dieta di Augusta col nunzio Luigi Lippomano, e da lì in Polonia e poi in Belgio (nel 1556 e nel 1557). 
Nel 1558 Diego Laínez, in qualità di Preposito generale della Compagnia, nominò Salmerón primo Provinciale gesuita di Napoli.
Sarà nuovamente presente al Concilio di Trento, con Laínez, nel maggio del 1562 per volere di papa Pio IV: questa terza partecipazione lo vide impegnato su una questione molto delicata, ovvero l'origine divina dei diritti e dei doveri dei vescovi.
Tra il 1564 e il 1582 Salmerón fu impegnato soprattutto nella predicazione e nella scrittura. La sua predicazione fu fervida, dotta e fruttuosa e suoi scritti durante questo lungo periodo voluminosi; fu aiutato in quest'opera anche da Roberto Bellarmino, il quale trascorse cinque mesi a Napoli per revisionare i suoi scritti. Realizzò inoltre un commentario di carattere esegetico e teologico in 16 volumi al Nuovo Testamento, opera uscita postuma, che costituisce l'unico monumento letterario di grandi dimensioni realizzato dai gesuiti delle origini.
Morì a Napoli il 13 febbraio 1585.